# Sal light
Sal light é um sal de uso culinário com baixo teor de sódio. Para diminur esse teor é usado metade de cloreto de sódio e metade de cloreto de potássio, que são dois eletrólitos importantes para o organismo do ser humano.
Junto aos dois sais é adicionado iodato de potássio para evitar doenças na glândula tiróide e conservantes.